# Grandmasters
Grandmasters è un album collaborativo del produttore hip hop DJ Muggs e del rapper statunitense GZA, pubblicato nel 2005 da Angeles Records.
Acclamato dalla critica, per Robert Christgau il disco contiene «produzioni ispirate a RZA e rime ispirate a CSI.» Il titolo fa riferimento al gioco degli scacchi, così come gran parte del contenuto del prodotto.
| Recensione       | Giudizio |
| ---------------- | -------- |
| AllMusic         | [ 1 ]    |
| Prefix           | [ 3 ]    |
| Stylus Magazine  | B        |
| Robert Christgau | **       |

## Tracce
1. Opening – 1:34
2. Those That's Bout It – 3:24
3. Destruction of a Guard (featuring Raekwon) – 3:59
4. Exploitation of Mistakes – 3:21
5. General Principles – 3:39
6. Advance Pawns (featuring RZA, Raekwon & Sen Dog) – 4:02
7. Queen's Gambit – 4:35
8. All in Together Now (featuring RZA) – 4:24
9. Unstoppable Threats (featuring Masta Killa & Prodigal Sunn) – 3:44
10. Unprotected Pieces – 3:29
11. Illusory Protection – 4:27
12. Smothered Mate – 3:12

## Classifiche
| Classifica (2005)         | Posizione massima |
| ------------------------- | ----------------- |
| Stati Uniti               | 180               |
| US Independent Albums     | 12                |
| US Top R&B/Hip-Hop Albums | 69                |